# Astazie
Astazia este o afecțiune neurologică⁠(d) caracterizată prin incapacitatea de a sta în picioare fără sprijin, din cauza lipsei de coordonare musculară⁠(d). Aceasta poate fi cauzată de diverse probleme neurologice, cum ar fi leziuni ale cerebelului sau ale sistemului nervos central. Practic, persoanele care suferă de astazie au dificultăți în menținerea echilibrului⁠(d) și stabilității⁠(d) atunci când stau în picioare.